# Joan Campins
Joan Campins Vidal (Palma de Mallorca, 24 juni 1995) is een Spaans voetballer die als rechtsback speelt.

## Clubcarrière
FC Barcelona haalde Vidal in 2013 weg bij RCD Mallorca, waar hij negentien wedstrijden in het tweede elftal speelde. Op 2 augustus 2013 tekende hij een vierjarig contract bij FC Barcelona. Op 8 september 2013 debuteerde hij voor FC Barcelona B in de Segunda División tegen CD Tenerife. Hij viel na 76 minuten in voor mede-debutant Lucas Gafarot. In januari 2016 vertrok Campins naar Real Zaragoza.

## Statistieken
| Seizoen         | Club                  | Competitie         | Competitie | Competitie | Beker | Beker | Supercup | Supercup | Europa | Europa | Totaal | Totaal |
| Seizoen         | Club                  | Competitie         | Wed.       | Dlp.       | Wed.  | Dlp.  | Wed.     | Dlp.     | Wed.   | Dlp.   | Wed.   | Dlp.   |
| --------------- | --------------------- | ------------------ | ---------- | ---------- | ----- | ----- | -------- | -------- | ------ | ------ | ------ | ------ |
| 2012-2013       | RCD Mallorca B        | Segunda División B | 19         | 1          | 0     | 0     | —        | —        | —      | —      | 19     | 1      |
| 2013-2014       | FC Barcelona B        | Segunda División A | 1          | 0          | 0     | 0     | —        | —        | —      | —      | 1      | 0      |
| 2014-2015       | FC Barcelona B        | Segunda División A | 6          | 0          | 0     | 0     | —        | —        | —      | —      | 6      | 0      |
| 2015-2016       | FC Barcelona B        | Segunda División B | 8          | 0          | 0     | 0     | —        | —        | —      | —      | 7      | 0      |
| 2015-2016       | → Real Zaragoza       | Segunda División A | 9          | 0          | 0     | 0     | —        | —        | —      | —      | 9      | 0      |
| 2016-2017       | CF Reus Deportiu      | Segunda División A | 9          | 0          | 1     | 0     | —        | —        | —      | —      | 10     | 0      |
| 2017-2018       | CF Reus Deportiu      | Segunda División A | 15         | 0          | 0     | 0     | —        | —        | —      | —      | 15     | 0      |
| 2018-2019       | MOL Fehérvár FC       | Nemzeti Bajnokság  | 0          | 0          | 0     | 0     | —        | —        | —      | —      | 0      | 0      |
| 2019-2020       | Royal Excel Moeskroen | Jupiler Pro League | 10         | 1          | 2     | 0     | —        | —        | —      | —      | 12     | 1      |
| 2020-2021       | SD Tarazona           | Segunda División B | 10         | 0          | 0     | 0     | —        | —        | —      | —      | 10     | 0      |
| Carrière totaal | Carrière totaal       | Carrière totaal    | 87         | 2          | 3     | 0     | 0        | 0        | 0      | 0      | 90     | 2      |